# Prats Balaguer
Prats Balaguer (en catalan, Prats de Balaguer) est un hameau de la commune française de Fontpédrouse, dans le département des Pyrénées-Orientales. On y trouve une église romane et les ruines d'un château médiéval. Des sources d'eau chaude se situent par ailleurs à environ 1 km de l’entrée du village.

## Géographie

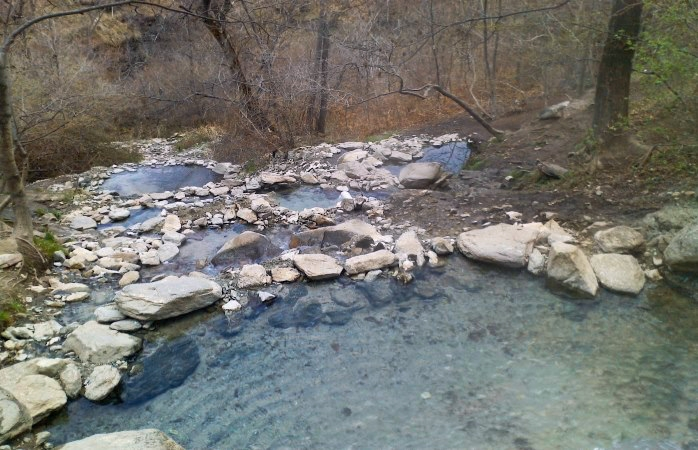
Source d'eau chaude de Prats-Balaguer

## Histoire
La commune de Prats-Saint-Thomas a été créée vers 1793 par la fusion des hameaux de Prats Balaguer et de Saint-Thomas.
La commune de Prats-Saint-Thomas est rattachée à celle de Fontpédrouse le 26 juin 1822